# Bradlo (Orlické hory)
Bradlo (německy Breiterstein) je vrchol v České republice ležící v podřazeném celku Orlických hor Bukovohorské hornatině.

## Poloha
Bradlo a celá Bukovohorská hornatina se nacházejí na jihovýchodním konci Orlických hor. Bradlo se nachází asi 6 km jihozápadně od města Králíky a asi 7 km severovýchodně od města Jablonné nad Orlicí. Tvoří pro své okolí dominantní dvojvrchol s o něco vyšším Suchým vrchem. Vrchol Suchého vrchu je v nadmořské výšce 995 m a nachází se asi 600 m jihovýchodně od vrcholu Bradla. Suchý vrch je zároveň nejvyšším vrcholem Bukovohorské hornatiny. Oba vrcholy odděluje mělké sedlo. Ostatní svahy prudce spadají. Severovýchodní k Dolním Bořikovicím, jihozápadní k Jamnému nad Orlicí a severozápadní do sedla před sousedním vrcholem Boudy a k hřebenu Jedliny. Bradlo leží na území přírodního parku Suchý vrch - Buková hora.

## Vodstvo
Svahy Bradla jsou odvodňovány levými přítoky Tiché Orlice. Na východě je to Boříkovický potok a na západě Černovický potok a Jamnenský potok.

## Vegetace
Mezi vrcholem a sedlem se Suchým vrchem se nachází mírně se svažující náhorní planina, na které dominuje Brusnice borůvka. Okolní prudší svahy vyjma pasek jsou porostlé téměř výhradně smrčinami.

## Komunikace a turistické trasy
Ze sedla u Suchého vrchu od Kramářovy chaty a u ní stojící rozhledny vede přes náhorní planinu a vrchol Bradla pěšina. Po ní je vedena červeně značená Jiráskova cesta k dělostřelecké tvrzi Bouda. Po lesní cestě vedoucí těsně pod vrcholovými partiemi Bradla po jeho západním úbočí je vedena modře značená trasa 1858 do Těchonína, zeleně značená běžkařská trasa z Čenkovic do Mladkova a Lichkova a červeně značená cyklistická trasa k Zemské bráně.

## Přírodní útvary a umělé stavby
Přímo na vrcholu se nachází výrazný skalní útvar, podle kterého získala hora svůj název. Ze skaliska je vynikající rozhled východně na Hanušovickou vrchovinu a Hrubý Jeseník, severovýchodně na Kladskou kotlinu a Králický Sněžník, severně na Bystřické a Orlické hory a západně na Podorlickou pahorkatinu a dále do nitra Čech.
Jedinou umělou stavbou je zde objekt kabelové studny, která zde byla vybudována v závěru třicátých let v rámci výstavby telefonního systému předválečného československého opevnění. Nenápadná železobetonová stavba je zcela zapuštěna v zemi a vstup do ní není zabezpečen. POZOR na nebezpečí pádu.
Na nedalekém sedle se Suchým vrchem stojí Kramářova chata s rozhlednou, vojenský radiokomunikační převáděč a v létě placené parkoviště. Vede sem silnice z Červenovodského sedla.